# Amitiés internationales André Malraux
 (avril 2017).
Amitiés Internationales André Malraux est une association culturelle, loi de 1901, réunissant hommes et femmes de toutes origines géographiques, linguistiques, sociales et culturelles qui partagent une attirance profonde pour l’œuvre, la vie et la personnalité d’André Malraux.
Les actions prennent différentes formes : édition d'une revue, organisation de colloques et d’événements culturels.
Créée en 1996 sous l’appellation Les amis d’André Malraux-Montmartre, l’association est devenue en novembre 1998 Amitiés Internationales André Malraux dont le siège est situé 72 rue Vauvenargues à Paris 18e .

## Missions
- Développer ou soutenir des projets, nationaux comme internationaux, visant à faire vivre, découvrir, approfondir, dans toutes ses dimensions, l’héritage culturel et intellectuel si riche et varié de Malraux et les multiples facettes de ce personnage hors du commun : le grand écrivain et le ministre, mais aussi le journaliste, le militant et l’homme politique, l’homme d’art et l’esthète, mais aussi l’orateur, l’aventurier et le combattant…
- Promouvoir des événements ou initiatives dont les thèmes restent en correspondance avec Malraux : architecture et patrimoine, beaux-arts, cinéma, photographie, histoire, histoire de l’art, littérature, philosophie, théâtre, religions, spiritualité,  …

## Activités
- Organiser régulièrement ou encourager, en France comme à l’étranger, souvent avec l’appui de partenaires institutionnels et privés, des colloques, tables rondes, rencontres, conférences, expositions, projections, concerts, actions et manifestations culturelles au sens large. Elles concernent aussi bien la vie, la personnalité et l’œuvre de Malraux ou de ses contemporains que les différentes voies ouvertes et marquées par son empreinte.
- Publier depuis 2001 la revue : « Présence d’André Malraux » (PAM), où, dans un contexte international ouvert, s’expriment les spécialistes, universitaires ou lecteurs passionnés dans leurs articles, travaux de recherche, comptes rendus de lectures ou publications de documents. Par ailleurs, y sont également retracées les actualités malruciennes de même que la vie de l’association et ses ambitions culturelles.
- Informer le public, notamment par son site, des actualités, travaux et projets développés, ou des événements notables, et propose ainsi, une large palette de sujets d’intérêt ou d’activités.

## Bureau de l’association
Composition du nouveau bureau au 6 février 2019 :
Membres du bureau :
Président : Pierre COUREUX
Vice-Présidence :  Cristina SOLE CASTELLS, Jean-Michel SECK, Maya TIMENOVA
Secrétariat : Nazim KADRI
Trésorier : Pierre MOREAU
Trésorier adjoint : Michel LEROY
Chargés de mission :
Chargés de la communication : Michel LEROY (webmestre) et Joël HAXAIRE (lettre électronique "Notes de passage")
Chargé des Arts : Nazim KADRI
Chargé du Patrimoine et de l’Architecture : Alain MARINOS, Inspecteur général architecture et espaces protégés.
Chargé des relations universitaires : Kees SNOEK
Chargé de la littérature : Satyan JHA
Chargé des relations internationales : Hei FEI
Comité technique :
Conseillers Patrimoine : Alain MARINOS, Dominique MASSON :
Conseillers juridiques : Maître Dominique VILLEMOT, Maître Roxana BUNGARTZ, Maître Laurent FOURNIER
Conseillères Audiovisuel : Anne IMBERT, Laurence THIRIAT, Rina SHERMAN
Conseillers Musique : Ramon CREIXAMS DE HERRERA, Gabriele NATILLA, Alexandre BRUSSILOVSKY,
Gabriel BIANCO
Conseillers expositions :
Art contemporain : Christophe BAUDIN
Conseiller culture : Antoinette JEAN
Arts premiers : Nazim KADRI
Photoreportages : Gilbert GRELLET
Conseiller Théâtre : Lionel COURTOT
Conseillère Marché du livre et ventes aux enchères : Dominique GOMEZ
Conseillers Photographie : Pierre LANGLADE, Jean-François CAMP
Conseiller Bibliographie et art : Yves BENOIT-CATTIN
Conseillers archéologie : Georges CASTELLVI et Guillem CASTELLVI
Archéologie sous-marine : Marie-Pierre JEZEGOU, Eric RIETH, Franck BRECHON – ARESMAR
Mourad EL AMOURI
Comité d’honneur :
Président d'honneur : Edgar MORIN, sociologue, médiologue et philosophe français.
Madame Janine MOSSUZ-LAVAU, directrice de recherches CNRS au CEVIPOF (Centre de recherches politiques de Sciences Po). Diplômée de l’IEP de Paris et docteure en sciences politiques. A publié de nombreux ouvrages dont deux consacrés à André Malraux.
Madame Anissa BENZAKOUR CHAMI, professeure à l’Université Hassan II, Aïn Chock de Casablanca.
Monsieur Claude THELOT, Conseiller maître honoraire à la Cour des comptes. Président, de la Commission du débat national sur l’avenir de l’Ecole (2003-204). Président du Haut Conseil de l’évaluation de l’École, auprès du ministre de l’Education nationale (2001 et 2002). A travaillé pendant vingt ans à l’INSEE, puis 7 ans au ministère de l’Education nationale comme directeur de l’évaluation et de la prospective, puis 9 ans à la Cour des comptes.
Les personnalités dont les noms suivent ont apporté leur soutien à la création de l’association.
Présidence d’honneur de l’association :
Monsieur Jean DANIEL, journaliste et écrivain, cofondateur de l’hebdomadaire Le Nouvel Observateur (1964).
Membres d’honneur :
Monsieur Edouardo ARROYO, peintre.
Monsieur Rémy AUDOUIN, archéologue, restaurateur et consultant international (UNESCO), directeur du CFEY (Centre Français d’Etudes Yeménites).
Monsieur André BERNE-JOFFROY, historien d’art.
Monsieur Emile BIASINI, ancien collaborateur d’André Malraux et responsable du projet du Grand Louvre.
Monsieur André BRINCOURT, écrivain, membre du jury de l’Académie Goncourt.
Madame Edmonde CHARLES-ROUX, romancière, essayiste et membre du jury du Prix Goncourt.
Monsieur Jean d’ORMESSON, de l’Académie française.
Monsieur Pierre de BOISDEFFRE, écrivain.
Monsieur Henry BONNIER, écrivain, membre du jury du Prix André Malraux.
Monsieur André BORD, ancien membre de la Brigade Alsace-Lorraine, Président du C.I.C.F.A.
Monsieur Jacques de BOURBON-BUSSET, de l’Académie française.
Madame Geneviève de GAULLE ANTHONIOZ, ancienne grande résistante, ancienne présidente d’ATD-Quart Monde.
Madame Christiane DESROCHE-NOBLECOURT, égyptologue de réputation internationale, écrivain et créatrice du département d’Egyptologie au musée du Louvre. Elle fut, en 1966, l’ une des responsables du programme de sauvetage des temples de Nubie organisé par l’U.N.E.S.C.O.
Monsieur Antoine DIENER-ANCEL, un des fondateurs avec Bernard METZ et Pierre BOCKEL de la Brigade Alsace-Lorraine.
Monsieur François DUJARRIC de la RIVIERE, président de l’association Bernard ANTHONIOZ.
Madame Elvira FARRERAS de GASPAR, ancienne secrétaire espagnole d’André Malraux, de juin 1938 à janvier 1939, pendant que ce dernier dirigeait en Catalogne la mise en scène de L’Espoir . Collabore depuis 39 ans au concours de musique international de musique  » Maria Canals ». Galeriste très connue à Barcelone. Médaille d’Honneur de la Ville de Barcelone décernée en 1998.
Madame Brigitte FRIANG , ancienne résistante, ancienne collaboratrice d’André Malraux.
Madame Babet GILIOLI, veuve du sculpteur Émile Gilioli.
Madame Françoise GIROUD, ancienne Secrétaire d’Etat à la Culture, écrivain-journaliste, ancienne rédactrice en chef et cofondatrice de l’Express.
Monsieur Jean GROSJEAN, poète.
Madame Madeleine HOURS, ancien conservateur-en-chef du Musée du Louvre.
Monsieur Jean LACOUTURE, écrivain et journaliste. Auteur de la biographie André Malraux. Une vie dans le siècle.
Monsieur Walter G. LANGLOIS, fondateur de la Malraux Society et de la revue « Mélange Malraux Miscellany » qui est devenue « Revue André Malraux Review », enseigne la littérature française du XXe siècle.
Monsieur Michel LE BRIS, romancier, organisateur d’événements culturels, créateur du Salon « Étonnants Voyageurs » de Saint Malo. Directeur général du Centre culturel international de l’Abbaye de Daoulas à Brest.
Monsieur Jean LESCURE, poète,fondateur de la revue poétique Messages en 1943, ami et collaborateur d’André MALRAUX, ancien président de l’A.F.C.A.E (cinémas d’art et essais).
Monsieur Pierre LEFRANC, un des premiers résistants de France, ancien chef de cabinet du général de Gaulle et fondateur de l’Institut Charles-de-Gaulle.
Monsieur Jean LEYMARIE, ancien directeur de l’Académie de France à Rome et historien d’art.
Monsieur Pierre MAUROY, ancien Premier ministre de la France (1981-1983) et admirateur d’André Malraux.
Monsieur Paul NOTHOMB, compagnon de Malraux dès 1936 au sein de l’escadrille « España », auteur du livre Malraux en Espagne préfacé par Jorge SEMPRUN et publié aux Éditions Phébus, Paris, 1999.
Monsieur Sarouat OKACHA, ancien ministre de la Culture sous la présidence de M. Gamal Abdel NASSER et ami personnel d’André Malraux.
Monsieur Max QUERRIEN, ancien directeur de l’Architecture de 1963 à 1969, conseiller d’Etat honoraire.
Madame Maurice SCHUMANN, veuve de celui qui fut pendant plusieurs années à Londres le porte-parole de la France Libre à la B.B.C.
Monsieur Günther SCHMIGALLE, bibliothécaire dans la Badische Landesbibliothek à Karlsruhe.
Monsieur Jorge SEMPRUN, ex-Président du Comité national André Malraux, ancien ministre de l’Éducation et de la Culture dans le gouvernement espagnol (1988-1991), membre du jury du Prix André Malraux et membre du jury du Prix Goncourt.
Monsieur Bernard SPITZ, maître des requêtes au Conseil d’Etat, secrétaire général de la Mission interministérielle des droits de l’homme, professeur d’économie des médias à l’Institut d’Etudes politiques de Paris.
Monsieur Antoine TERRASSE, écrivain, historien et critique d’art, conseiller et commissaire d’expositions.
Madame Dina VIERNY, directrice de la Fondation Dina Vierny-Musée de Maillol. Modèle du sculpteur Aristide Maillol, et des peintres Pierre Bonnard et Henri Matisse.
Anciens présidents
- 1999 – 2001 : Jean-Claude Larrat (premier président)
- 2001 – 2003 : Yves Moraud
- 2004 – 2005 : Alexandre Dewez
- 2005 – 2007 : Michaël de Saint-Cheron[2]
- 2007 – actuel président : Pierre Coureux

## Activités de l’association
1996
- Création de l’Association.
- Soirée « André Malraux, le dernier des Justes » au Studio 28 à Paris.

1997
- Inauguration d’une plaque commémorative, offerte par la ville de Paris, au 53 rue Damrémont, lieu de naissance de André Malraux.
- Tables rondes : « Malraux, l’artiste de génie, écrivain, historien d’art et cinéaste » et « André Malraux et la politique » à Paris
- Visite à Verrières-le-Buisson (Essonne) en collaboration avec la famille de Vilmorin

1998
- Hommage à Léonard Keigel
- Visite du château de Versailles, dans les lieux restaurés grâce à l’action de Malraux ministre, en compagnie d’autres associations « malruciennes » et de nombreuses personnalités

1999
- Projection et table ronde autour de témoins et compagnons de l’escadrille Malraux sur le thème : « De l’Espoir à Espoir : du roman au film » à l’Institut Cervantès – Paris
- Exposition des « dyables » d’André Malraux à la médiathèque d'Argentan du 30 octobre au 4 décembre 1999. Cet événement comprenait une conférence de Pierre de Boisdeffre, une exposition de photos de Gisèle Freund et la présentation de la fresque réalisée par Reynold Arnould. C’était à la suite de l’achat en 1999 de plusieurs dizaines de « dyables » d’André Malraux par le Conseil général de l’Orne.   Après cet achat, une exposition de « dyables » d'André Malraux avait été décidée par le Maire de la ville, M. François Doubin, à la médiathèque d'Argentan du 30 octobre au 4 décembre 1999. Propriété de la ville d’Argentan, ce fonds se trouve à la médiathèque d’Argentan. Madeleine Malraux avait été invitée officiellement à ce vernissage. Les AIAM avait permis la réalisation de cet événement.
- Table ronde « Le jeune Malraux et les artistes de son temps » à Montmartre
- Rencontre-dédicace-hommage à Paul Nothomb à l’Institut Cervantes – Paris

2000
- Diverses manifestations dont de nombreuses projections : « Les métamorphoses du regard : André Malraux », 3 films de Clovis Prévost projetés à la BNF – Paris
- Projection-débat de « André Malraux et la tentation de l’Alsace » réalisé par Anne Imbert au musée de l’Armée – Paris
- Projection-débat du documentaire de Monique Seemann et Arnaud Gobin « La liberté en retour : Histoire de la brigade Alsace-Lorraine » aux Invalides – Paris

2001
- Très nombreuses manifestations, conférences, tables-rondes, rencontres, projections, débats  … dans toute la France (notamment au Pays basque, en Bretagne, en Roussillon, en région parisienne) et à l’étranger, au long de cette année du 100e anniversaire de la naissance d’André Malraux.
- Lancement à la Cinémathèque Française et premier numéro de la revue « Présence d’André Malraux – Cahiers de l’Association Amitiés Internationales André Malraux » (P.A.M.)

2002
- Journées « Malraux, l’homme de demain » à l'Université de Bretagne occidentale – Brest (Finistère) - et exposition à Lesneven (Finistère)
- Conférences, expositions, projections à Paris, Saint-Cyr l’école (Yvelines)
- Colloque « Malraux et la diversité culturelle » à l’Université de Lexington (Virginie – États-Unis)
- Débat à Montmartre « Malraux et ses amis montmartrois » et exposition – conférence au Musée Jean Jaurès de Castres (Tarn)

2003
- Colloque « Max Aub : enracinements et déracinements », conférence « Max Aub, Malraux et le cinéma » à l’Université de Paris X Nanterre
- A l’occasion des célébrations du centenaire de la naissance de Max Aub, cycle de rencontres et de manifestations, création théâtrale, dépôt d’une plaque à sa maison natale
- Colloque « André Malraux, Culture and commitment » à New Delhi (Inde)

2004
- Journées d’études « André Malraux, écrivain d’art » à la BNF et à la Sorbonne – Paris
- Colloque international « André Malraux, Quête d’un idéal humain et de valeurs transcendantes » organisé par Anissa Benzakour-Chami , (Centre de Recherches Méditerranéennes), en collaboration avec les AIAM, à la Faculté des Lettres et des Sciences Humaines, Université Hassan II - Aïn Chock,- Casablanca (Maroc), avec Jean Lacouture comme invité d’honneur.
- Rencontre « Malraux et les écrits sur l’Art » à la BNF – Paris
- « L’actualité des écrits sur l’art de Malraux», conférence à Antibes (Alpes Maritimes) par Eliane Boucharlat et Nicole Sabbagh
- Présentation des « Écrits sur l’Art » à la librairie Mollat à Bordeaux (Gironde)

2005
- Colloque « Tentations de l’Occident, tentations de l’Orient : Malraux, Du Perron et leurs amis dans l’entre-deux-guerres » à l’université de Paris IV Sorbonne – Paris
- Colloques de Pékin « Malraux et la Chine » et de Séoul (Corée du Sud)
- Participations à l’exposition sur le peintre-graveur Démétrios Galanis au musée de Montmartre et au dévoilement de la plaque commémorative en hommage à Max Aub à Paris
- Conférence « Moissac et Malraux » par François Boulet à Moissac (Tarn et Garonne)
- Hommage à Francis Bueb et au Centre André Malraux de Sarajevo – Centre Pompidou – Paris
- Participation des AIAM au colloque international organisé à l'université de Perpignan "La Méditerranée à feu et à sang, poétique du récit de guerre"

2006
- Après-midi d’études « André Malraux et les Antiquités nationales de la Préhistoire au Moyen Âge » au Château Musée des Antiquités Nationales de Saint-Germain-en-Laye (Yvelines)
- Participation aux manifestations autour des « Carnets du Front Populaire » d’André Malraux à la Bibliothèque de l’Hôtel de Ville, et sur les rapports de Malraux avec l’Afrique et les arts africains à la bibliothèque André Malraux à Paris
- Hommage à Denis Marion à l’Université Libre de Bruxelles

2007
- Série de conférences aux thèmes divers : 
  - « André Malraux, regards sur l’Intemporel » par Evelyne Lantonnet
  - « La rencontre avec le Cambodge » par Nathalie Lemière-Delage
  - « Malraux, Picasso et la guerre d’Espagne » par Gérard Malgat et François Godicheau …
  - à Asnières-sur-Seine (Hauts-de-Seine), Paris, Blois (Loir-et-Cher)
- Interventions de Gérard Malgat et de Pierre Coureux au Festival « Estivales » de Perpignan (Pyrénées Orientales) de Marie-Pierre Baux
- Visite guidée du Panthéon (Paris) jusqu’à la crypte d’André Malraux pour une délégation de 10 artistes venus de Corée du Sud
- Table ronde à l’Institut français de Florence (Italie), après projection de « L’Espoir », sur le thème « André Malraux e Max Aub : due testimoni della Guerra di Spagna », avec notamment l’intervention de Mr Antoni Cistero Garcia

2008
- Soirée-hommage à Paul Nothomb et sa femme au Centre Culturel Wallonie-Bruxelles à Paris en présence de la famille Nothomb.
- Exposition, projection et conférences « André Malraux » à Saint Estève (Pyrénées Orientales)
- Débat « André Malraux et la question du musée » à la Bibliothèque Sainte Geneviève à Paris – DVD réalisé par les A.I.A.M.
- Débat sur « la relation Malraux – De Gaulle » - à la mairie du 5e arrondissement de Paris

2009
- Colloque au musée des Arts Asiatiques-Guimet à Paris : « Malraux et l’Asie »
- Festival « Un livre à la mer » à Collioure (Pyrénées Orientales) : Hommage à l’auteur de « L’Espoir » avec Florence Malraux et Jorge Semprun
- « Les journées du Patrimoine » autour de Malraux à Senlis (Oise)
- Projections au Sénat (Paris) de documentaires (Malraux et Picasso, Malraux en Haïti …)
- Projection à la mairie du 7e arrondissement de Paris du film « André Malraux et la tentation de l’Alsace » réalisé par Anne Imbert
- Conférence de Françoise Wagener autour de son livre « Louise de Vilmorin, cette inconnue » à la Bibliothèque Sainte Geneviève – Paris

2010
- Congrès International « Mémoires de la guerre en Europe : 1914-1945. Textes et Images » à l’Université de Lleida (Catalogne - Espagne) avec exposition sur le tournage du film « Sierra de Teruel » réalisé par André Malraux
- Conférence de Dominique Bona sur Clara Malraux à la Bibliothèque Sainte Geneviève (Paris)
- Colloque International « 18 juin combats et commémorations » organisé par la Fondation Charles De Gaulle à l’Assemblée Nationale, avec participation des AIAM
- Conférence « André Malraux, the Art Museum, and the Digital Musée Imaginaire » par Derek Allan, symposium intitulé « Imaging Identity » - National Portrait Gallery – Canberra – Australie
- Maître Alexandre Duval-Stalla, administrateur des AIAM est mandaté par le président pour se rendre en Chine à l'occasion du 20e anniversaire de l'ouverture de la première Alliance française à Canton. Il donne une conférence à l'Alliance française de Canton sur André Malraux (27 novembre 2010) et une autre à Pékin (29 novembre 2010). Une salle André Malraux est inaugurée à l'occasion du 20e anniversaire de l'ouverture de la première Alliance française à Canton

2011
- Colloque sur « Malraux, un homme sans frontière ? » au CEVIPOF – Paris
- Colloque « Malraux et l’Orient » à Nice (Alpes Maritimes)
- A l’occasion du 35e anniversaire de la mort d’André Malraux, participation aux évènements et manifestations, notamment en Haute Savoie
- Colloque « Malraux et les frontières de l’impossible » Université Aïn Chock (Casablanca – Maroc),
- Colloque du Havre – Seine Maritime - « Malraux, les Arts et la Culture »
- Exposition « Pere Créixams : Montparnasse-Montmartre 1916-1928 » au Centre d’études catalanes de l’Université Paris-Sorbonne[3]
- Présentation du film « Malraux et l’Asie », film d’Anne Imbert, à Boston (Mass. – États-Unis)

2012
- Association à la commémoration nationale des 50 ans de la loi Malraux : Colloque de Bordeaux
- Colloque « Malraux : littérature et cinéma » à l’Université de la Manouba – Tunis (Tunisie)
- Colloque « Malraux et la Russie » à l’Institut Gorki à Moscou (Russie)
- Conférence de Jean Guion « André Malraux et la Francophonie » à Bangkok (Thaïlande)
- Exposition « André Gide – André Malraux : 30 ans d’amitié » Mairie du 11e – Paris

2013
- Colloque « André Malraux: à la rencontre de l’image et de l’imaginaire » - Hôtel Lutetia – Paris
- Colloque international à la faculté des lettres d’Athènes avec intervention de Konstantina Pliaka sur « Malraux et la Grèce »
- 5 jours de manifestations et conférences en Roussillon autour du centenaire de la naissance d’Albert Camus
- Nouvelle exposition « André Gide – André Malraux : 30 ans d’amitié » Mairie du 18e Paris

2014
- Rencontre autour de « Malraux et l’Inde », sous le haut patronage de l’Ambassade de l’Inde à Paris, avec les AIAM, organisée par Satyan Jha, Evelyne Lantonnet et Madame Apoorva Srivastva. Avec la participation de : son Excellence M. Arun Kumar Singh, Ambassadeur de l’Inde en France, Henri Godard, Olivier Germain-Thomas, Janine Mossuz-Lavau, Edith Renault-Parlier, Peter Tame, Satyan Jha, Prithwindra Mukherjee
- Colloque "André Malraux et les Arts extra-occidentaux" - Maison de l'Amérique latine – Paris. En prologue, projection du film de Jean-Marie Drot « le dernier voyage en Haïti d’André Malraux », suivi d’une quinzaine de communications, appuyées par des projections, à la découverte « malrucienne » des arts du monde entier, en compagnie de nombreux auditeurs.
- Une année en hommage au compositeur François de Fossa, à l'initiative de l'association Amitiés internationales André Malraux, est déclarée ouverte le 31 août 2014 à Perpignan, sa ville de naissance, et se poursuivra tout au long de l'année 2015[4].
- Tournée de conférences sur Albert Camus et André Malraux dans les Pyrénées orientales

2015
- «Singapore Conference », dans le cadre du 50e anniversaire des relations entre la France et Singapour : Événement « André Malraux et Singapour »  organisé par Jean-Luc Henriot, Danièle Weiler et les AIAM avec le concours de l'ambassade de France et l'Institut français. Conférences et communications de plusieurs personnalités des AIAM ( Anissa Benzakour-Chami , Peter Tame, Janine Mossuz-Lavau, Marie-Sophie Doudet, Raoul-Marc Jennar )  autour de deux thèmes principaux :  « André et Clara Malraux » : leur itinéraire partagé, le Singapour des années 20 et 30; et : « De l’aventurier au ministre » rétrospective et héritage culturel d’André Malraux.
- Inde : Organisée par l’Alliance Française dans 12 villes de l’Inde (Chennai, Bangalore, Pune, Calcutta, Delhi, Trivandrum, Chandigarh, Goa, Ahmedabad, Hyderabad, Bhopal, Pondichéry), série de conférences animées par le Professeur Peter Tame – vice président des AIAM -  autour de différents thèmes relatifs à la vie et l’œuvre de Malraux : Malraux et l’Inde, Malraux et Le Corbusier – 50 ans après la mort de ce dernier dont l’œuvre est toujours vivace en Inde (Chandigarh , Ahmedabad).
- Colloque le 24 octobre 2015 « André Malraux et les Arts extra-occidentaux » -  Hôtel Mercure-Montparnasse dernier volet présidé par Mme Jacques Kerchache.
- Conférence animée par Edwy Plenel sur le thème de « L’avenir de la Presse », librairie du BHV à Paris le 18 novembre 2015, pour les 90 ans de la création du journal « L’Indochine enchainée ». Avec la participation de l’essayiste Raoul Marc Jennar et de l’historien Yves Le Jarriel.
- Célébration de l' « année » du compositeur et guitariste François de Fossa, très riche en concerts, évènements, expositions en Roussillon et à Paris.

2016
En cette année qui marque le 40e anniversaire de la disparition d’André Malraux (23 novembre 1976 ) et le 20e de son entrée au Panthéon, la richesse des « évènements » de toute nature dont, ici, ceux dans lesquels les AIAM ont été impliqués est telle que la liste ci-dessous ne peut être exhaustive.
- Amiens (Somme) – Maison de la Culture – Commémoration, en partenariat avec les AIAM et son Président Pierre Coureux , des 50 ans de l’APHG de Picardie et de la Maison de la Culture d’Amiens – Conférence par Charles-Louis Foulon sur  la politique culturelle d’André Malraux, « Les Maisons de la Culture, des rassemblements dans l’ordre de l’esprit »
- Rémalard (Orne) : Après Paris et Aix en Provence,  grâce à la fondation Catherine Gide et le concours des AIAM et des Amis de Pontigny-Cerisy, exposition, dans le cadre du festival « Réma … lire », « Gide – Malraux : 30 ans d’amitié », avec tables-rondes, lectures …
- Moûtiers (Savoie) – Sous le haut patronage de M. François Hollande, Président de la République, organisé et animé par les autorités et personnalités régionales  en partenariat avec les AIAM et Alain Marinos, colloque « Le patrimoine local à l’échelon territorial » rappelant la « Loi Malraux ». En exergue, une exposition « André Malraux d’hier à aujourd’hui » au lycée Ambroise Croizat et la présentation du Hors-Série n° V de la Revue des AIAM consacré aux « Secteurs sauvegardés » . Trophée territorial des AIAM remis à la Chapelle de la vie de St Martin de Belleville.
- Argentat (Corrèze) : autour de Laurent Gervereau, préparation, en présence du Président des AIAM, d’une sculpture géante « La porte du Musée imaginaire », en référence au thème inventé par Malraux, ici à Saint-Chamant, en 1943. Mise en place et inauguration prévues lors des Rencontres-promenades d’Argentat de 2017.
- Port-Royal des Champs (Yvelines) – Célébration, en présence d’Alain Malraux, du 20e anniversaire des Amitiés Internationales André Malraux (AIAM) – Parcours culturel,  projection, lectures avec dédicaces d’auteurs, et présentation de la fresque d’André Malraux par Carlo Maiolini réalisée pour cet anniversaire.
- Paris – Librairie du BHV Marais –  Conférence avec présentation d’ouvrages, en partenariat avec les AIAM « Le Paris d’André Malraux et son secteur sauvegardé du Marais »
- Paris – Colloque, sous le haut patronage du Président de la République, organisé par les AIAM au CEVIPOF Sciences-Po (Paris) sur « La Réception de Malraux aujourd’hui ». Orchestré par Claude Thélot et Janine Mossuz-Lavau, ce colloque aux multiples intervenants prestigieux, dont Mme Aurélie Filipetti, ministre de la Culture et de la Communication entre mai 2012 et août 2014.

2017
- 16 septembre : conférence de Jean-Pierre Zarader "Dictionnaire de l'imaginaire : Malraux écrits sur l'art et philosophie contemporaine" à la galerie L'Achronique, 42, rue du Mont Cenis, 75018 Paris.
- 3 et 4 novembre, participation aux 1ères Rencontres du film d'archéologie sous-marine André Malraux, à Collioure et Port-Vendres.
- 9 et 10 novembre : colloque international "Malraux et l'Espagne" à l'Université de Lleida (Espagne).
- 11 et 12 novembre : participation au 27e Salon de la revue, Halle des Blancs Manteaux à Paris. Présentation des deux dernières parutions :  N° 13 (Malraux et le colonialisme) et N° 14 (La réception de Malraux aujourd'hui).
- 29 novembre, journée d'étude : "La Ville en héritage. Des secteurs sauvegardés aux sites patrimoniaux remarquables", à la Cité de l'architecture et du patrimoine à Paris.

2018
- Paris – Bibliothèque André Malraux – Conférence de Jean-René Bourrel sur « Le Paris de Malraux » à la médiathèque André Malraux, rue de Rennes, suivi d’une « Balade littéraire » dans le Paris d’André Malraux.
- Paris – Ambassade de l’Inde – Soirée autour du  thème : « Les relations franco-indiennes et la contribution d’André Malraux » avec conférences de Michael de Saint-Cheron, de Edith Parlier-Renault et de Satyan Jha.
- Paris – Université de la Sorbonne – Colloque « Malraux et l’Inde », journée d’étude organisée par François de Saint-Cheron et Satyan Jha, sous le haut patronage de Mr Vinay Kwatra, ambassadeur de l’Inde en France.
- Paris – Galerie L’achronique – Conférence d’Evelyne Lantonnet sur son dernier ouvrage « André Malraux ou les métamorphoses de Saturne »
- Paris - Galerie l'Achronique - Exposition « Dessins de Jean Fautrier » proposée par Nazim Kadri, faisant suite à la visite le 29 mars, guidée par lui, de la grande exposition « Jean Fautrier » au Musée d’Art moderne de la ville de Paris.
- Les Lilas – (Seine Saint Denis) – Théâtre du Garde-Chasse. Projection du film « Espoir – Sierra de Teruel » à l’occasion du 80e anniversaire de sa création, organisée par Fulvio Caccia, directeur de l’Observatoire de la diversité culturelle, et des AIAM. Débat avec plusieurs personnalités dont Gérard Malgat, Gilbert Grellet et Dolores Lago Azqueta.
- Montauban (Tarn et Garonne) - Caserne Pomponne - Sous l'impulsion de Robert Badinier (Mémoire et espoirs de la Résistance), et avec l’appui de Brigitte Barèges, maire de Montauban, avec Frédérique Hébrard, présidente de l'Association André Chamson et Pierre Coureux, Président  des AIAM, hommage aux combattants de la Brigade Alsace-Lorraine et à leurs fondateurs dont André Malraux et André Chamson. Prises de parole et chants, apposition d'une plaque du souvenir, suivie d'une mise en scène de la Croix de Lorraine. Lecture par Pierre Coureux du « discours de Durestal » prononcé par Malraux le 13 mai 1972 au camp Ancel à Cendrieux (Dordogne). Puis, à la Maison de la Culture, conférence de Micheline Cellier-Gelly, docteur ès-lettres et vice-présidente de l'association André Chamson, sur le thème " André Chamson - Du Louvre à la Brigade" avec le double engagement d'André Chamson dans la Brigade et dans la sauvegarde des chefs-d'œuvre du Louvre.
- Paris – Musée de l’ordre de la Libération – Exposition et visite commentée: "De l'Asie à la France Libre - Joseph et Marie Hackin, archéologues et compagnons de la Libération »
- Paris - "Le japonisme, Hokusai et Cézanne en suivant la pensée d'André Malraux" - Conférence de Hidemichi Tanaka, vice-président des AIAM.
- Paris – Espace des Blancs Manteaux - Salon de la Revue – Stand des AIAM avec présentation des dernières publications, N°s 15 et 16, de la revue Présence d’André Malraux).
- Toulouse – En association avec les AIAM, conférence au Club Nouveau Siècle Toulouse Occitanie, à l’initiative de son Président Gérard Garrigues, représentant des AIAM à Toulouse, avec pour thème « André Malraux, ministre de la Culture ».
- Perpignan (Pyrénées Orientales) - Colloque / Journée d'études sur les sites patrimoniaux remarquables organisé par l'ASPAHR (Association pour la Sauvegarde du Patrimoine Artistique et Historique du Roussillon), avec le concours d’ICOMOS et des AIAM.
- Collioure et Port-Vendres (Pyrénées Orientales) – « Festival du film d’archéologie sous-marine André Malraux », organisé par Subcam en liaison avec le DRASSM et les AIAM.
- Paris - Bibliothèque André Malraux – A l’occasion du 70e anniversaire de « l’Adresse aux intellectuels » lancée salle Pleyel par Malraux le 5 mars 1948, rencontre-débat « Pourquoi des intellectuels ? » autour de Jean-René Bourrel, François de Saint-Cheron et Jean-Pierre Zarader.
- Paris – Université de la Sorbonne - Présentation du n° 16 de la revue Présence d’André Malraux « Malraux et l’Espagne : Réception, Histoire, Littérature et Arts » - Actes du colloque de Lleida en novembre 2017 – En présence de François de Saint-Cheron, Pierre Coureux, Cristina Solé-Castells, Claude Thélot, de plusieurs contributeurs prestigieux à ce numéro.

2019
- Tunis – En présence de nombreuses personnalités, à l’occasion du 80ème anniversaire de l’exil des républicains espagnols en Tunisie, manifestation organisée par la Cinémathèque tunisienne et la Cité de la Culture, en liaison avec l’Institut Cervantès … et les Amitiés Internationales André Malraux représentées à Tunis par Insaf Ouhiba, membre du Conseil d’administration. Conférences et projections nombreuses dont celle de « Espoir » « Sierra de Teruel »  de Malraux.
- Paris : A l’intention exclusive des AIAM, visite particulière guidée des sculptures de Maillol au jardin du Carrousel du Louvre par Emmanuelle Héran, conservatrice en chef responsable des collections des jardins. C’est à André Malraux que l’on doit cet exceptionnel musée de sculpture en plein air.
- Venise – Palais Badoer – Sous l’impulsion d’Elisabetta Molteni (Université Ca’ Foscari de Venise) et de Nicolas Moucheront (Université IUAV de Venise & EHESS), colloque franco-italien d’histoire de l’architecture « La perizia in architettura (l’expertise en architecture) – Francia e Italia, secoli XVII – XVIII » avec, entre autres, le parrainage des AIAM.
- Paris – Vente aux enchères chez Artcurial, d’une « collection intime et inédite d’André Malraux »  composée d’une centaine de pièces témoignant de ses passions. Les AIAM ont participé à l’élaboration d’un catalogue intitulé « Malraux intime ».
- Séoul – Corée du Sud – (en liaison avec Yongin et Jinju) - Orchestré par Kim Gou-Hyun, notre correspondant à Séoul, « Salon des Indépendants » avec exposition de toiles d’artistes de nombreux pays, en partenariat avec le Salon des artistes indépendants et en liaison avec les AIAM… Avec conférences, notamment sur André Malraux et … présence de la fresque imposante de Carlo Maiolini « L’expression artistique dans la gestuelle d’André Malraux » (4,70m x 1,40m).
- Le Havre (Seine Maritime) – Musée d’art moderne André Malraux – Conformément au souhait de legs de Florence Malraux, remise au MuMa, lors d’une cérémonie émouvante, de l’œuvre de Georges Braque « Barque échouée sur la grève », en présence de Jean-Baptiste Gastinne, maire, Gérald Chaîne représentant les AIAM.
- Sabadel-Lauzès (Lot) - Autour de son maire Patrick de Toffoli et de l’équipe municipale, en présence d’Aurélien Pradié, député du Lot, de Pierre Coureux, Président fondateur des AIAM  et président d’honneur de la manifestation, avec le parrainage de Robert Badinier, délégué régional Occitanie « Mémoire et espoirs de la Résistance »,  s’est déroulée une cérémonie de dévoilement d’une plaque commémorant le passage, pendant plusieurs mois en 1939 / 1940,  de Florence Malraux à son école, et célébrant aussi la mémoire des époux Capoulade, couple exemplaire d’instituteurs qui l’hébergèrent alors. Un message enregistré de Martine de Rabaudy (auteure de « À l’absente » - ouvrage dédié à Florence Malraux -) a été diffusé lors de la cérémonie.
- Paris : Balade littéraire « Le Paris d’André Malraux » en compagnie de Jean-René Bourrel, auteur de l’ouvrage éponyme.
- Paris – Médiathèque Malraux (6ème arrondissement) – En parallèle avec la promenade littéraire proposée par Jean-René Bourrel, présentation par Evelyne Lantonnet de son ouvrage « André Malraux ou Les Métamorphoses de Saturne » paru en novembre 2017 avec préface de Brian Thompson aux éditions L’Harmattan.
- Cannes (Alpes Maritimes). Organisé par l’Académie Clémentine – avec les AIAM - sous l’impulsion de Nicole Sabbagh, colloque, pour les 60 ans du « ministère d’état chargé des affaires culturelles » : « Malraux, un ministre des affaires culturelles visionnaire (1959 – 1969) ». En présence de Isabelle Maeght, Sophie Doudet, Pierre Coureux, Yves Le Jariel, Numa Hambursin.
- Carcassonne (Aude) – Centre Joë Bousquet – « Hommage à Max Aub ». « Rencontre » coordonnée par Gérard Malgat, René Piniès, Antoni Cistero en partenariat avec la « Fondation Max Aub » (présidée par sa petite fille), à laquelle les AIAM sont associés. Chacun se souvient que Max Aub, à la biographie très riche, a secondé Malraux, dont il a été très proche, pour le tournage de Sierra de Teruel projeté en conclusion des 2 journées de cet hommage.
- Paris – Espace des Blancs Manteaux - Participation des AIAM au 29ème « Salon de la Revue », avec présentation de notre revue « Présence d’André Malraux » n° 17 sur « Malraux et l’Afrique Noire », numéro dirigé par Jean-René Bourrel.
- 4 novembre 2019 : France Culture : Re-diffusion de l’adaptation radiophonique de « La Condition humaine » dont la « première » a eu lieu en 1947. Émouvant !! Ceci était dans le cadre des « Nuits de France Culture » de Philippe Garbit. A noter que, les 22 et 30 septembre, France Culture avait réservé 2 volets à « André Malraux et l’Architecture » et que cette antenne consacre régulièrement des émissions (ou rediffusions) à André Malraux.
- 8 et 9 novembre 2019 : Collioure et Port-Vendres (Pyrénées Orientales) – 3ème « Festival du film d’archéologie sous-marine André Malraux », organisé par « Subcam Archéologie » en harmonie avec le bien connu DRASSM (créé par Malraux en 1966) et … les AIAM.
- 13 novembre 2019 : Orléans (Loiret), ville de Jean Zay, initiateur du festival de Cannes – Dans le cadre remarquable du « Festival international du film de Cannes 1939 à Orléans en 2019 », projection (hors compétition bien sûr !!) de « Espoir – Sierra de Teruel » présentée par Alain Malraux.
- 19 novembre 2019 - Paris 5ème, Cinéma Le Champo: Projection de « Espoir » (« Sierra de Teruel ») suivie d’une rencontre-débat entre Alain Malraux et Antoine de Baecque.
- 23 novembre 2019 : Attribution du Prix André-Malraux. . Le jury est composé de Cécile Guilbert, Céline Malraux, Diana Picasso, Alexandre Duval-Stalla (président), Adrien Goetz, Matthieu Garrigou-Lagrange, Mamadou Mahmoud N’Dongo et Mathieu Simonet. Pour sa seconde édition, le prix a salué, dans ses deux catégories : Essai sur l’art Visions de Goya, L’éclat dans le désastre, de Stéphane Lambert (Arléa) ; Fiction engagée Je ne reverrai plus le monde, d'Ahmet Altan (Actes Sud) ;  Le jury tient également à adresser à Ginette Kolinka pour son Retour à Birkenau, écrit avec Marion Ruggieri, aux éditions Grasset le témoignage sincère de leur reconnaissance pour ce travail de mémoire si nécessaire et si utile. Le jury tient enfin à saluer tout particulièrement le livre L’absente de Martine de Rabaudy qui raconte Florence Malraux et son courage face à la maladie qui l’emporta ; nous rappelant son extrême délicatesse, sa fidélité attentionnée et son indéfectible générosité de cœur.
- 28 novembre 2019 : Paris 8ème -Spectacle littéraire (Pierre Hentz, comédien) et musical (Sylvie Carbonel, pianiste) dédié à André Malraux : « André Malraux ou Les Aventures humaines ». Ce spectacle a réuni des textes choisis dans l’œuvre de Malraux et un hommage de Gaston Palewski. Il a été illustré musicalement par des pièces de compositeurs qu’il appréciait particulièrement tels que Chopin, Satie, Moussorgski, Messiaen, Brahms, Ravel, Rachmaninov..

2020
- Janvier 2020 : Grande nouvelle ! Edgar Morin, que l’on ne présente plus, accepte d’être notre Président d’honneur ! Grande bienvenue !
- Du 28 janvier au 1er février 2020 - Strasbourg – Théâtre Actuel et Public de Strasbourg - « Le Crépuscule », d’après l’essai d’André Malraux « Les chênes qu’on abat ». Adaptation et mise en scène de Lionel Courtot. Avec John Arnold (Malraux) et Philippe Girard (de Gaulle).
- 7 février 2020 - Montauban (Tarn-et-Garonne) - : La délégation régionale Midi-Pyrénées de « Mémoire et Espoirs de la Résistance », l’association des Amis de la Fondation de la Résistance, représentées avec les Amitiés Internationales André Malraux, par Robert Badinier, ont accueilli Edgar Morin invité non seulement pour une conférence qui a eu un grand succès, mais aussi pour visiter une villa repérée, qui s’est révélée être un des lieux occupés pendant la seconde guerre mondiale par Clara et Florence Malraux, la villa des Pâquerettes, lieu qu’il a bien connu en leur compagnie. Ce sera l’occasion d’une prochaine venue à Montauban !
- 19 février 2020 : Paris – Décès de Jean Daniel qui aurait eu 100 ans en juillet : Dans son siècle, Jean Daniel était une conscience élevée. Nous nous souviendrons tous de ses nombreux combats contre les discriminations, de ses engagements en faveur de la dignité de l’Homme comme de la liberté de chacune et de chacun dans ses choix. Nous ne reviendrons pas ici sur son parcours, sur le très grand journaliste qui a fondé et développé « Le Nouvel Observateur » où s’exprimaient tant de grandes plumes, pas plus que sur l’écrivain de talent qu’Albert Camus honora de son amitié, puisque nous savons cela et que, partout, d’autres diront plus et mieux. Nous saluerons icil’homme, l’homme de grande qualité dont la profondeur s’accompagnait d’élégance et de style. Nous n’oublions pas non plus, en plus de leur très grande considération pour André Malraux et leur soutien lors de la création de notre association, la grande amitié du couple envers Florence Malraux et le très bel hommage que Jean Daniel lui consacra le 1er novembre 2018, au lendemain de sa disparition : « Noblesse d’esprit », écrivait-il. Cette qualité-là, Jean Daniel l’avait en partage.
- 11 mars 2020 : Strasbourg – Cinéma Odyssée – « Malraux, l’action et la pensée » de François Moreuil (France – 1973 – 2h04 – VO). Documentaire en deux parties ; Bangladesh an I, du désespoir à l’espoir (1h59) et 5000 ans de civilisation (1h05) : Dans ce passionnant et rare documentaire réalisé lors des derniers grands voyages d’André Malraux hors de l’Europe, au Bangladesh et en Inde, en 1973, nous découvrons l’écrivain, tard dans sa vie, toujours aussi engagé dans la défense de la cause de la liberté et passionné par tout ce qui l’entoure, hommes et femmes, œuvres d’art, architecture et rituels ancestraux, livrant ses pensées en formules ramassées et fulgurantes, proposant des rapprochements lumineux entre art indien et art occidental. On y voit également, sur les bords du Gange, berceau millénaire de la civilisation indienne, dans la ville de Bénarès, Malraux méditer sur la réincarnation des âmes.
- 17 février / 30 avril 2020 : Espagne, Catalogne - Universitat de Lleida,  À l’initiative de Cristina Solé-Castells, vice-présidente des AIAM, exposition de photographies (dont l’escadrille Malraux) sur « La guerre civile espagnole, une lutte fratricide » avec Gilbert Grellet (membre du CA) qui avait, au printemps 2017, assuré la direction artistique de « L’Espagne déchirée » au Couvent des Minimes à Perpignan.
- 31 mai 2020 : Décès du professeur Jean-Claude Larrat, ami de tous, grand « malrucien » devant l’Éternel, qui a été en 1999 le premier président des « Amitiés Internationales André Malraux ».
- 9 novembre 2020 :  Décès à Laramie (Wyoming – USA), de Walter Gordon Langlois, « malrucien » historique à qui l’on doit tant de recherches et d’écrits qui resteront références.
- 23 novembre 2020 : Pour sa 3ème édition, les Prix André Malraux, dont le jury est composé de Cécile Guilbert, Céline Malraux, Diana Picasso, Alexandre Duval-Stalla (président), Adrien Goetz, Matthieu Garrigou-Lagrange, Mamadou Mahmoud N’Dongo et Mathieu Simonet ont été attribués ainsi : Catégorie Essai sur l’Art : à Sylvie Chalaye pour Race et théâtre : un impensé politique aux édition Actes Sud. Catégorie Fiction engagée : à l’écrivain italien Erri de Luca pour Impossible aux éditions Gallimard (trad. Danièle Valin).
- 30 novembre 2020 – Moscou – Décès d’Irina Antonova - Directrice du musée Pouchkine de Moscou de 1961 à 2013, qui y avait inauguré le 30 novembre 2016 une historique exposition consacrée à André Malraux et à son Musée imaginaire.
- 8 décembre 2020  - Paris – Galerie Durev – Alain Malraux dédicace son dernier ouvrage « Au passage des grelots, dans le cercle des Malraux » paru en février dernier aux Éditions Larousse.. Sur les cimaises de la galerie étaient exposées des photos d’André Malraux venant des collections de Michel Lefebvre, Madeleine Malraux et Roger Viollet.

2021
- 10 juin 2021 - Montauban – Tarn et Garonne – Conférence de Martine de Rabaudy, auteure  de « À l’absente », en hommage à Florence Malraux.
- 7 et 8 octobre 2021 : Vilnius (Lituanie- pays d’origine de Romain Gary) – Colloque international, organisé, à distance, par l’Université de Vilnius, et  animé par Vytautas Bikulcius , rassemblant de nombreux universitaires francophones d’origines géographiques diverses (dont Jean-René Bourrel et Peter Tame des AIAM) sur le thème « Romain Gary et André Malraux, dans leur temps et dans le nôtre ».
- 16 et 17 octobre 2021 – Paris - 31ème Salon de la Revue avec dédicaces, et de JR Bourrel pour « Malraux et l’Afrique noire » et de François de Saint-Cheron pour son « Hommage à Irina Antonova ».
- 23 novembre 2021 – Paris - Pour sa 4ème édition, les Prix André Malraux, dont le jury est composé de Cécile Guilbert, Céline Malraux, Diana Picasso, Alexandre Duval-Stalla (président), Adrien Goetz, Matthieu Garrigou-Lagrange, Mamadou Mahmoud N’Dongo et Mathieu Simonet ont été attribués ainsi : Catégorie Fiction engagée : à Mario Vargas Llosa pour « Temps sauvages » (Gallimard). Catégorie Essai sur l’Art : à  Krzysztof Pomian pour « Le musée, une histoire mondiale, tome II : L’ancrage européen, 1789-1850 » (Gallimard). De plus, mention spéciale  a été attribuée à l’ouvrage de Daniel Cordier « La victoire en pleurant » - Alias Caracalla 1943-1946 – (Gallimard).
- Du 25 novembre au 2 décembre 2021 – Paris 8ème - « André Malraux, Signes, Dyables et autres Farfelus », exposition, à la mairie d’arrondissement, dans un grand espace meublé de vitrines riches de documents, dyables, et autres objets « malruciens ». Avec, en prime, la visite de Roselyne Bachelot, ministre de la Culture..
- 27 novembre 2021 – Paris - Université de la Sorbonne – Conférence, accueillie par François de Saint-Cheron, autour de la présentation par Jean-René Bourrel du « Présence d’André Malraux » n° 17 « Malraux et l’Afrique noire » qu’il a dirigé.
- 26 et 27 novembre 2021 : Collioure et Port-Vendres (Pyrénées Orientales) : 4ème édition du « Festival du film d’archéologie sous-marine et du patrimoine maritime » (ex « André Malraux »), organisée par Subcam Archéologie en harmonie avec le DRASSM créé par Malraux en 1966.

2022
- De novembre 2021 à novembre 2022 – Paris ; Montpellier, Sète – « Parcours Malraux – Exposition multiple », série d’expositions (œuvres d’art, photos, documents, objets etc) évoquant diverses facettes de sa vie, sa personnalité, son œuvre.
- 11 mars et 9 avril 2022 – Montauban – Tarn et Garonne –Événements liés à Clara et Florence Malraux, en présence de nombreuses personnalités, avec dévoilement de plaque commémorative en leur honneur, non loin de la « Villa des Pâquerettes », où elles se retrouvaient pendant la guerre, accueillant aussi parfois Edgar Morin également engagé dans la Résistance.
- 18 mars 2022 – Paris – Conférence, à l’Institut National des Langues et Civilisations Orientales, de Sylvie Howlett autour de son livre Dostoïevski, démon de Malraux dans le cadre des événements liés au bicentenaire (2021) de sa naissance.
- 28 et 29 avril 2022 – Plovdiv – Bulgarie – Université « Païssii Hilendarski » - Plein succès pour le Colloque international « André Malraux, écrivain et intellectuel militant », organisé, avec le soutien des AIAM, par Maya Timenova-Koen et Sonya Alexandrova-Koleva.
- 30 mai 2022 – Paris – Remise à Régis Koetschet du Prix « Souvenir » du Nouveau Cercle de l’Union pour son ouvrage À Kaboul rêvait mon père – André Malraux en Afghanistan.
- 9 juin 2022 – Sète (Hérault) – Médiathèque François Mitterrand – Dans le cadre du Festival du Livre de Sète « Les Automn’Halles », les AIAM ont, sur une initiative de Nazim Kadri,  proposé une exposition et une conférence autour d’André Malraux et ses diverses formes d’écriture.
- 8 juillet 2022 – Paris – Conférence de Dany Laferrière et Michaël de Saint Cheron Malraux, une fièvre d’aujourd’hui, projecteur mis sur Malraux et le Bangladesh, dernier ouvrage de Michaël de Saint Cheron. Et puis aussi, les racines haïtiennes de Dany Laferrière étant là, sur les « rencontres » entre Haïti et Malraux.
- Du 26 au 29 septembre 2022 – Marseille -Colloque international : « Varian Fry : Résister par l’Art et la Culture à Marseille et dans la Région pendant la Guerre 1939-1945 », organisé par l’association « Varian Fry France » présidée par Jean-Michel Guiraud, avec partenariat et participation des AIAM.  Conférence d’Antoni Cistero Sierra de Teruel, péripéties d’un tournage, « table ronde » ensuite avec lui et Joël Haxaire  et projection de Espoir – Sierra de Teruel.
- 15 et 16 octobre 2022 - Paris : Beaucoup de monde, rencontres avec « les nôtres » comme avec des lecteurs passionnés, toujours autant de plaisir avec le connu comme l’inconnu, ce 32ème « Salon de la Revue » à Paris tient encore ses promesses   3 novembre 2022 : Paris – 5ème édition des « Prix André Malraux » dont le jury est composé de Cécile Guilbert, Céline Malraux, Diana Picasso, Alexandre Duval-Stalla (président), Adrien Goetz, Matthieu Garrigou-Lagrange, Mamadou Mahmoud N’Dongo et Mathieu Simonet. Les prix ont été attribués ainsi : Catégorie Fiction engagée : à  Catégorie Essai sur l’art : à
- Du 3 au 17 novembre 2022 : Fontenay-aux-Roses (92) - Exposition André Malraux – Mémoire du farfelu à la médiathèque de Fontenay-aux-Roses (92) dont novembre est le traditionnel mois de la Mémoire. Grâce à Sylvie Howlett, à Nicole Rigal et bien sûr à la municipalité de Fontenay-aux-Roses, chacun a pu profiter au mieux des documents, « dyables » et autres objets « malruciens » qui illustrent si bien le thème annoncé.
- 24 novembre 2022 - Paris : Dans le cadre de la célébration du centenaire des relations entre la France et l'Afghanistan, avec l’importante dimension culturelle de cette relation bilatérale, belle évocation de Malraux et l'Afghanistan avec la présentation par Régis Koetschet de son ouvrage  «À Kaboul rêvait mon père – André Malraux en Afghanistan » (paru aux Éditions Nevicata en octobre 2021) et ce, sous les auspices de l’Association des amis des Archives diplomatiques.
- 30 novembre 2022 : Montauban (Tarn-et-Garonne) : Alain Malraux donne une conférence au théâtre Olympe de Gouges à partir de son livre Au passage des grelots, dans le cercle des Malraux, paru en 2020 aux éditions Larousse. Conférence suivie par un échange avec le public qui participe à une séance de signature. Également dévoilement par la mairie de Montauban des deux plaques dénominatives situées dans l'espace Clara et Florence Malraux inauguré, le 9 avril dernier, à la « Villa des Pâquerettes ». Projet à l'initiative de Robert Badinier, administrateur des Amitiés Internationales André Malraux.

## La revue «Présence d’André Malraux» (PAM)
Résolue à maintenir contre l’oubli les pensées, réflexions et interrogations d’André Malraux (1901-1976) et à « manifester » leur actualité dans le monde moderne, l’association « Amitiés internationales André Malraux » publie périodiquement depuis 2001 la revue Présence d’André Malraux.
Ouverte aux contributions les plus variées --- « spécialistes », chercheurs, amateurs passionnés … ---, la revue propose à ses lecteurs des articles et des témoignages originaux, de nouvelles approches des « dits et écrits » de Malraux,  des comptes rendus d’ouvrages consacrés de près ou de loin à l’écrivain-ministre. Elle entend également se faire l’écho des manifestations qui, en France comme dans le monde, rendent hommage à son œuvre et à son action publique (colloques, expositions, films et pièces de théâtre…).
Directeur de la publication : Pierre COUREUX, Président-fondateur des AIAM
Rédactrice en chef : Cristina SOLE CASTELLS, Université de Lleida (Espagne)
Responsable éditorial : Michel LEROY
Parutions
- 2001 : n° I – "Espoir : Du roman au film"
- 2002 : n° II -  "Le jeune Malraux et les artistes de son temps"
- 2003 : Hors-série 1 : "Malraux et l’Inventaire général"
- 2003 : n° III – "Malraux et les essayistes des années 1920"
- 2005 : n° IV – "La maquette farfelue. Les écrits sur l’Art"
- 2006 : n° V / VI – "Malraux et la Chine", Actes du colloque de Pékin d’avril 2005
- 2007 : Hors-série 2 : "André Malraux, Saint Germain en Laye, et les Antiquités Nationales de la Préhistoire au Moyen Âge", Actes de l’après-midi d’études de novembre 2006.
- 2008 : n° VII – "Tentations de l’Occident, tentations de l’Orient", suivi de "Malraux, Du Perron et leurs amis dans l’entre-deux-guerres", Actes du colloque de novembre 2005 à l’Université de Paris IV Sorbonne
- 2011 : Hors-série 3 : "Creixams : Montparnasse-Montmartre 1916-1928", auteure : Anaïs Bonnel
- 2011 : Hors-série 4 : "Mes années Malraux", auteure : Janine Mossuz-Lavau
- 2011 : n° VIII / IX – "Malraux et l’Asie", Actes du colloque de février 2009 au Musée des Arts Asiatiques – Guimet – Paris
- 2013 : Hors-série 5  "Les secteurs sauvegardés", Actes des rencontres de Bordeaux de novembre 2012
- 2013 : n° X – "André Malraux : un homme sans frontières ? ", Actes du colloque de novembre 2011 au CEVIPOF, Paris
- 2014 : n° XI : "André Malraux - À la rencontre de l’image et de l’imaginaire",  Actes du colloque de 2013 à l’Hôtel Lutetia – Paris. Suivi des Actes du colloque de 2011 au Havre : "Malraux, les arts et la culture"
- 2015 : n° XII - "André Malraux et les arts extra-occidentaux", Actes du colloque des 13 et 14 novembre 2014 à la Maison de l'Amérique latine à Paris. Préface de Anna Kerchache
- 2016 : n° XIII - "André Malraux et le colonialisme. Malraux au Vietnam  Initiation et confirmation d’un engagement politique" ; Dossier coordonné par Yves le Jariel. Préface de Jean-Noël Jeanneney. Suivi des interventions au colloque « Singapore conference », 20-22 mai 2015, réunies par Anissa Benzakour Chami.
- 2017 : n° XIV - "La réception de Malraux aujourd'hui", Actes du colloque international qui s’est tenu les 23 et 24 novembre 2016, au CEVIPOF (Centre de recherches politiques de Sciences Po), sous le Haut Patronage de monsieur François Hollande, Président de la République
- 2018 – N° XV : "À la recherche d’un destin. L’écrivain néerlandais Eddy du Perron et la littérature française". Auteur : Kees Snoek. Introduction : Jean-Claude Larrat. Préface : Philippe Noble
- 2018 - N° XVI : "Malraux et l’Espagne  Réception, Histoire, Littérature et Arts", Actes du colloque de Lleida (Catalogne) en novembre 2017
- 2019/2020 - N° XVII :  "Malraux et l'Afrique noire" - sous la direction de Jean-René Bourrel
- 2021 - N° XVIII : "Malraux farfelu" - sous la direction de Sylvie Howlett
- 2021 – Hors-Série n° 8 : « Hommage à Irina Antonova » Par François de Saint-Cheron
- 2021 – Hors-série N° 7 : « Yves Chevalier, Pionnier de l’archéologie sous-marine » par Georges Castellvi & Pierre Coureux
- 2022 – Hors-Série n° 9 :  « La Côte d’Azur, rivage refuge : Malraux, de fin 1940 à fin 1942 ». Par Joël Haxaire
- 2022 – « Présence d’André Malraux »  N° XIX : « Sans oublier Jean-Claude Larrat ».  Numéro sous la direction de Monique Favot-Larrat.